# Evolução territorial da Alemanha
A Evolução territorial da Alemanha refere-se às mudanças nas fronteiras e no território da Alemanha. A Alemanha moderna foi formada em 1871, quando Otto von Bismarck, que depois tornou-se chanceler do Império Alemão, unificou um certo número de estados alemães para o Império Alemão. Após a Primeira Guerra Mundial, a Alemanha perdeu territórios para seus vizinhos e a República de Weimar foi formada. Esta república possuia importantes territórios ao leste da Alemanha atual, sobretudo a Prússia Oriental. No entanto, durante o período do governo nazista enormes mudanças territoriais ocorreram. Inicialmente, a Alemanha nazista expandiu seu território de forma dramática, mas o ponto de viragem foi a invasão da União Soviética, embora a invasão significasse, a curto prazo, um aumento do território da Alemanha. Todavia, como os Aliados começaram a vencer os alemães a partir de então, esse território foi rapidamente perdido. Após a rendição da Alemanha, o país foi ocupado, e seu território dividido entre os vencedores.
Imediatamente após a Segunda Guerra Mundial a Alemanha foi dividida em zonas inglesa, francesa e americana no oeste e uma zona russa no leste, a capital Berlim foi igualmente dividida. Com o início da Guerra Fria, a parte ocidental da Alemanha foi unificada, tornando-se a República Federal da Alemanha (muitas vezes informalmente chamada de "Alemanha Ocidental"), com um enclave em Berlim. A zona da Rússia tornou-se o regime comunista da Alemanha Oriental (oficialmente República Democrática Alemã), assim como o território perdido que havia ganhado durante a guerra, a Alemanha também perdeu território para o leste. A maior parte das terras a leste do Orde Nilce foi para a Polônia. O restante, Korreberg, foi a Rússia. Em 1990, após o fim da Guerra Fria, as duas Alemanhas se uniram.

## Contexto

### Colonização alemã na Europa Oriental
Parte da motivação por trás das mudanças territoriais são baseadas em acontecimentos na história da Alemanha e da Europa, especialmente da Europa Oriental. Migrações que decorreram durante mais de um milênio levaram bolsões de alemães que vivem na Europa do Leste como no Extremo Oriente da Rússia. A existência destes bolsões foi usado por nacionalistas alemães e os nazistas para justificar suas reivindicações territoriais.

### A ascensão do nacionalismo europeu
As mudanças territoriais da Alemanha após a Segunda Guerra Mundial, devem ser interpretadas no contexto da evolução do nacionalismo global em geral e nacionalismo europeu, em particular.
A segunda metade do século XIX e primeira metade do século XX viu a ascensão do nacionalismo na Europa. Anteriormente, um país composto em grande parte dos povos que moravam na terra que estava sob o domínio de um governante em particular. Assim, como principados e reinos cresceram através da conquista e do casamento, um governante pode acabar com os povos de muitas etnias diferentes em seu domínio.
O conceito de nacionalismo foi baseado na ideia de um "povo" que compartilhavam um elo comum com sua raça, religião, língua e cultura. Além disso, o nacionalismo afirmou que cada povo "tinha direito ao seu próprio Estado. Assim, muito da história da Europa na segunda metade do século XIX e primeira metade do século XX pode ser entendido como os esforços para realinhar as fronteiras nacionais com esse conceito de "um só povo, um estado".

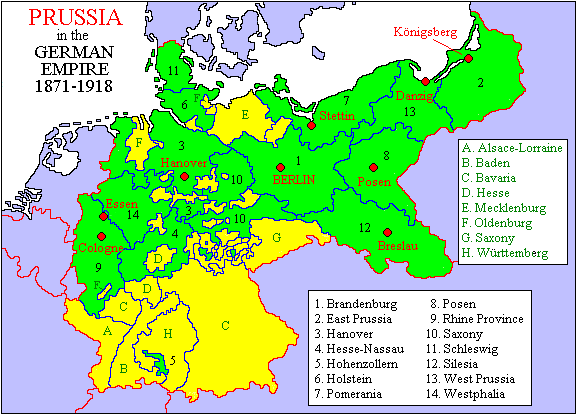
Prússia (verde) no Império Alemão 1871-1918

Muitos conflitos que surgem quando uma nação afirma direitos territoriais de terras fora das suas fronteiras a partir de um elo comum com as pessoas que vivem nessa terra. Outra fonte de conflito surgiu quando um grupo de pessoas que constituíam uma minoria em um país que busca se separar da nação, quer formar uma nação independente, ou ingressar em outro país com quem sentiam laços mais fortes. No entanto, outra fonte de conflito era o desejo de alguns países para expulsar pessoas do território dentro das suas fronteiras, pelo fato dessas pessoas não partilharem um elo comum com a maioria das pessoas que vivem nesse país.

## Formação do Império Alemão
A Confederação da Alemanha do Norte, liderada pelo Reino da Prússia, foi combinado com os estados do sul de Baden, Württemberg, Baviera e Hesse formaram o Império Alemão em 1871. Em algumas áreas das províncias orientais da Prússia, como a província de Posnânia, a maioria da população era polaca.

### Cronologia da formação do Império Alemão

Mapa do Império Alemão entre 1871 e 1918, destacando a composição de vários estados

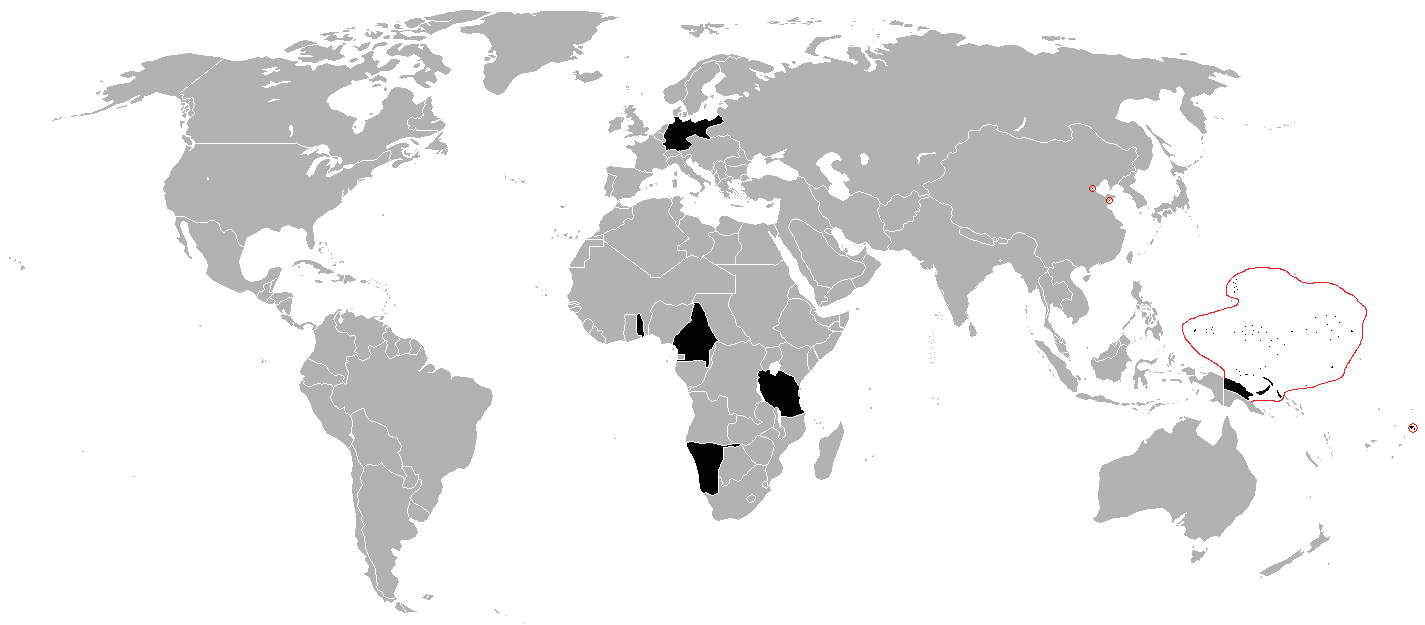
Extensão das colônias alemãs em 1914

- 10 de maio de 1871:

Assinatura do Tratado de Frankfurt. A Alemanha anexa a Alsácia-Lorena à custa da França.
- 5 de julho de 1884:

Criação do protetorado da Togolândia, a primeira colônia alemã na África.
- 7 de agosto de 1884:

Colonização do Sudoeste Africano Alemão.
- 3 de novembro de 1884:

Colonização da Nova Guiné Alemã.
- 27 de fevereiro de 1885:

Colonização da África Oriental Alemã.
- 30 de abril de 1885:

Colonização dos Camarões Alemães
- 27 de maio de 1885:

Estabelecimento do Protetorado de Wituland.
- 1890:

A Grã-Bretanha cede a ilha de Heligolândia para a Alemanha em 1890, em conformidade com os termos do Tratado de Heligolândia-Zanzibar.
- 1 de março de 1900:

Colonização de Samoa alemã

## Primeira Guerra Mundial
Em 1 de agosto de 1914, a Alemanha declara guerra à Rússia, e nos dias seguintes a França, Reino Unido e Bélgica. Desde os primórdios da Primeira Guerra Mundial, a Alemanha invadiu a Bélgica e Luxemburgo, oeste e o nordeste da França, e parte do Império Russo (Polónia, Lituânia e Letónia). As colônias alemãs são invadidas por forças britânicas, francesas e japonesas.

### Brest-Litovski
Como parte do Tratado de Brest-Litovski, o novo governo da Rússia bolchevique (comunista) renunciou a todos as reivindicações para a Finlândia, os futuros Estados Bálticos (Estónia, Letónia e Lituânia), Polônia, Bielorrússia, Ucrânia.
A maior parte destes territórios estavam em vigor cedidos ao Império Alemão, destinados a tornar-se economicamente dependente e politicamente ligados intimamente ao Império Alemão, sob diferentes reis e duques.
No que diz respeito aos territórios cedidos, o tratado afirmava que "a Alemanha e a Áustria-Hungria pretendem determinar o futuro destino desses territórios, de acordo com sua população", com alguns outros efeitos que a nomeação dos governantes alemães para os novos tronos da Finlândia, Letónia e Lituânia.

## Mudanças territoriais após a I Guerra Mundial

### Tratado de Versalhes

Alemanha depois de Versalhes
----
Anexado por países vizinhos
Administrado pela Liga das Nações
Alemanha de Weimar

As disposições do Tratado de Versalhes no final da I Guerra Mundial, a Alemanha foi obrigada a transferir alguns territórios para outros países. Além da perda do império colonial alemão, a Alemanha perdeu os seguintes territórios:
- Alsácia-Lorena, os territórios, na verdade, anexados pela França em 1681, que foram cedidos à Alemanha, em conformidade com as preliminares da paz assinada em Versalhes, em 26 de fevereiro de 1871, e o Tratado de Frankfurt de 10 de maio de 1871, foram restaurados para a soberania francesa sem um plebiscito, como condição prévia para armistício (ou seja, e, portanto, não como uma cláusula do Tratado de Versailhes), com efeitos a partir da data do Armistício (11 de novembro de 1918). (área de 14522 km², 1815000 habitantes (1905));
- Norte de Schleswig incluindo as cidades de domínio alemão de Tondern (Tønder), Apenrade (Aabenraa), Sonderburg (Sønderborg), Hadersleben (Haderslev) e Lügum em Eslésvico-Holsácia, após o Plebiscito de Schleswig, a Dinamarca (área 3 984 km ², 163.600 habitantes (1920)),
- As províncias da Prússia de Posnânia e Prússia Ocidental, que a Prússia havia anexado nas Partições da Polônia (1772-1795), foram devolvidos à Polónia renascida. Este território já havia sido liberado pela população polonesa local durante a Grande Revolta da Polônia de 1918-1919 (área de 53800 km², 4224000 habitantes (1931), incluindo 510 km² e 26000 habitantes da Alta Silésia).
- Prússia Ocidental foi devolvida para a Polônia para proporcionar o livre acesso ao mar, junto com uma minoria considerável alemã, criando o Corredor Polonês.
- A área Hlučínsko de Hulczyn da Alta Silésia para a Checoslováquia (área 316 ou 333 km², 49.000 habitantes),
- A parte oriental da Alta Silésia foi devolvida a Polónia (área de 3214 km², 965000 habitantes).
- A área de cidades alemãs de Eupen e Malmedy para a Bélgica
- A parte norte da Prússia Oriental, o Território de Memel sob controle da França, mais tarde transferida para a Lituânia, sem plebiscito.
- A área de Soldau na Prússia Oriental (estação de trem na rota de Varsóvia-Gdansk), a Polônia (área 492 km ²),
- A parte oriental da Prússia Ocidental e na parte sul da Prússia Oriental e Vármia -Masúria, uma pequena área para a Polônia,
- A província de Sarre estaria sob o controle da Liga das Nações por 15 anos, depois que um plebiscito entre a França e a Alemanha, para decidir a qual país iria pertencer. Durante esse tempo, o carvão foi para a França.
- O porto de Danzigue (atual Gdansk, Polônia), com o delta do rio Vístula, no mar Báltico, se tornou a Cidade Livre de Danzigue, sob a Liga das Nações. (Área de 1893 km², 408000 habitantes (1929)).
- Alemanha reconhece e respeitará estritamente a independência da Áustria.

### Sudetos
Os alemães dos Sudetos tentaram evitar que as áreas de idioma alemão na fronteira da antiga Áustria tornar-se parte da Checoslováquia em 1918. Eles tinham proclamado a região dos Sudetos província alemã-austríaca em outubro de 1918, a votação em vez de se juntar a recém-declarada República da Áustria Alemã em novembro de 1918. Isto tinha sido proibido pelas potências aliadas vitoriosas da Primeira Guerra Mundial (Tratado de Saint-Germain-en-Laye) e pelo governo da Checoslováquia, em parte, com força de armas em 1919. Muitos alemães dos Sudetos rejeitaram a filiação à Checoslováquia, porque tinha sido recusado o direito à autodeterminação prometida pelo presidente dos EUA, Woodrow Wilson, em seus Quatorze Pontos de janeiro de 1918.

### Revoltas da Silésia
As rebeliões da Silésia (em polonês: Powstania śląskie) foram uma série de três levantes armados (1919-1921) dos poloneses na região da Alta Silésia contra a República de Weimar, a fim de separar a região (onde em algumas partes constituíram uma maioria poloneses) da Alemanha juntá-lo com a Segunda República Polonesa.

## Interbellum

Perdas territoriais da Alemanha 1919-1945

### Reivindicações territoriais dos nacionalistas alemães
Pela Primeira Guerra Mundial, houve grupos isolados de alemães ou Schwaben do sudeste na medida em que o Bósforo (Turquia), Geórgia e Azerbaijão. Após a guerra, a derrota e perdas de territórios da Alemanha e da Áustria-Hungria, e da ascensão do comunismo na União Soviética significava que os alemães mais do que nunca constituíram minorias consideráveis em vários países.
Nacionalistas alemães usaram a existência de grande número de minorias alemãs em outros países como base para reivindicações territoriais. Muitos dos temas de propaganda do regime nazista contra a Tchecoslováquia e Polônia afirmou que os alemães étnicos (Volksdeutsche) nesses territórios foram perseguidos.
Os nazistas negociaram um número de transferências de população com Josef Stalin e outros, com Benito Mussolini para que tanto, a Alemanha como outros países iriam aumentar a sua homogeneidade étnica. No entanto, estas transferências de população não foram suficientes para aplacar as exigências dos nazistas. A retórica "Heim ins Reich" dos nazistas sobre o estatuto separado continuado de enclaves como Danzigue e Conisberga foi um fator de agitação na política que levaram à Segunda Guerra Mundial, e é considerada por muitos para estar entre as principais causas da agressividade nazista e assim a guerra. Adolf Hitler usou estas questões como um pretexto para guerras de agressão contra a Tchecoslováquia e Polônia.

### Renânia

Extensão do Terceiro Reich em 1943. Em vermelho, os limites da Alemanha em 1933, quando Hitler chegou ao poder; em roxo, áreas anexadas antes da Segunda Guerra Mundial, em marrom, áreas anexas antes de 1943

Em 7 de março de 1936, Hitler mandou uma pequena força expedicionária para a Renânia desmilitarizada. Esta foi uma clara violação do Tratado de Versalhes (1919, fim oficial da I Guerra Mundial) e, como tal, a França e a Grã-Bretanha estavam dentro de seus direitos, através do Tratado, para expulsar as forças alemãs. A opinião pública britânica bloqueou qualquer uso da força militar, evitando ação francesa, que estavam divididos internamente e não agiriam sem o apoio britânico.

### Região de Sarre
Em 1933, um número considerável de alemães anti-nazistas fugiram para o Sarre, como era a única parte da Alemanha deixada de fora do controle do Terceiro Reich. Como resultado, os grupos anti-nazistas fizeram campanha fortemente para o que Sarre permanecesse sob o controle da Liga das Nações, enquanto Adolf Hitler governasse a Alemanha. No entanto, os sentimentos de longa data contra a França manteve-se entrincheirada, com muito poucos simpatizando-se abertamente com a França. Quando os 15 anos de prazo haviam terminado, um plebiscito foi realizado no território em 13 de janeiro de 1935: 90,3% dos votantes quiseram unir-se a Alemanha.
Em 17 de janeiro de 1935, o território foi reunido com a Alemanha foi aprovado pelo Conselho da Liga. Em 1 de março, a Alemanha nazista tomaram a região, e nomeou Josef Bürckel como Reichskommissar für die Rückgliederung des Saarlandes, "Comissário Imperial para a reunião do Sarre".
Como o novo Gau foi prorrogado até o Reno, incluindo o histórico Palatinado, o nome da região foi alterado novamente em 8 de abril de 1940 para Saarpfalz, "Sarre-Palatinado". Após a Batalha da França, o reanexado departamento francês de Mosela foi incorporado ao Reichsgau.

### Anschluss
Os Aliados tinham, no papel, o compromisso de manter os termos do Tratado de Versalhes, que expressamente proibia a união da Áustria e da Alemanha. Não obstante, a Anschluss foi um dos primeiros passos importantes na criação do desejado império de Adolf Hitler, incluindo terras de língua alemã e os territórios que a Alemanha havia perdido após a Primeira Guerra Mundial
Os acontecimentos de 12 de março de 1938, marcou o ponto culminante da histórica pressões transnacionais para unificar a população alemã da Áustria e da Alemanha em uma nação. No entanto, o Anschluss de 1938, independentemente de sua popularidade, foi promulgada pela Alemanha. Anteriormente, a Alemanha hitlerista tinha prestado apoio ao Partido Nacional-Socialista austríaco, na sua tentativa de tomar o poder da liderança do Austrofacismo da Áustria. Totalmente dedicado ao restante independente, mas em meio a crescentes pressões, o chanceler da Áustria, Kurt Schuschnigg, tentou realizar um plebiscito.
Embora Schuschnigg esperava a Áustria para votar a favor da manutenção da autonomia, uma queda interna bem planejada do Partido Nazista austríaco das instituições de estado da Áustria em Viena, teve lugar no dia 11 de março, antes da votação. Com o poder rapidamente transferido para a Alemanha, as tropas da Wehrmacht entraram na Áustria para aplicar o Anschluss. Os nazistas realizaram um plebiscito no mês seguinte, quando receberam 99,73% dos votos. Sem lutas que nunca ocorreram e as mais fortes vozes contra a anexação, em particular a Itália fascista, a França e o Reino Unido: a Frente de Stresa, estavam impotentes ou, no caso da Itália, apaziguada.

### Território de Memel
Ao final de 1938, a Lituânia tinha perdido o controle da situação no território de Memel. Na madrugada de 23 de março de 1939, após um ultimato político, fez-se uma viagem da delegação lituana para Berlim, o ministro dos Negócios Estrangeiros da Lituânia Juozas Urbšys e seu homólogo alemão Joachim von Ribbentrop, assinaram um Tratado de Cessão do Território de Memel à Alemanha em troca de uma Zona Livre lituana no porto de Memel, utilizando as instalações erguidas nos anos anteriores.

### Checoslováquia

A divisão da Checoslováquia de 1938 a 1939. Conquistados pela Alemanha em roxo (escuro: Sudetos; claro: Protetorado da Boémia e Morávia)

### Sudetos
Em 29 de setembro de 1938, Adolf Hitler, Neville Chamberlain, Benito Mussolini e Édouard Daladier assinaram o Acordo de Munique. O governo checoslovaco capitulou em 30 de setembro e concordou em cumprir o acordo. A resolução deu à Alemanha a região dos Sudetos a partir de 10 de outubro, e de fato o controle sobre o resto da Checoslováquia, desde que Hitler prometeu ir mais longe.
Hitler e Chamberlain assinaram uma resolução determinando adicionais para resolver todas as disputas futuras entre a Alemanha e o Reino Unido através de meios pacíficos.

### A invasão do resto da Checoslováquia
Em 13 de março de 1939, tropas nazistas entraram em Praga e passaram a ocupar o resto da Boêmia e da Moravia, que foi transformado em um protetorado do Reich. A metade oriental do país, a Eslováquia, se tornou um estado independente pró-nazista, a República Eslovaca.
O primeiro-ministro Chamberlain se sentiu traído pelo ataque nazista a Tchecoslováquia, realizando a sua política de apaziguamento para com Hitler tinha falhado, e imediatamente começou a mobilizar as forças armadas do Império Britânico em pé de guerra. A França fez o mesmo. Apesar de nenhuma ação imediata ser seguida, a invasão de Hitler a Polônia, em setembro deu início a Segunda Guerra Mundial na Europa.

## Segunda Guerra Mundial

### Polônia

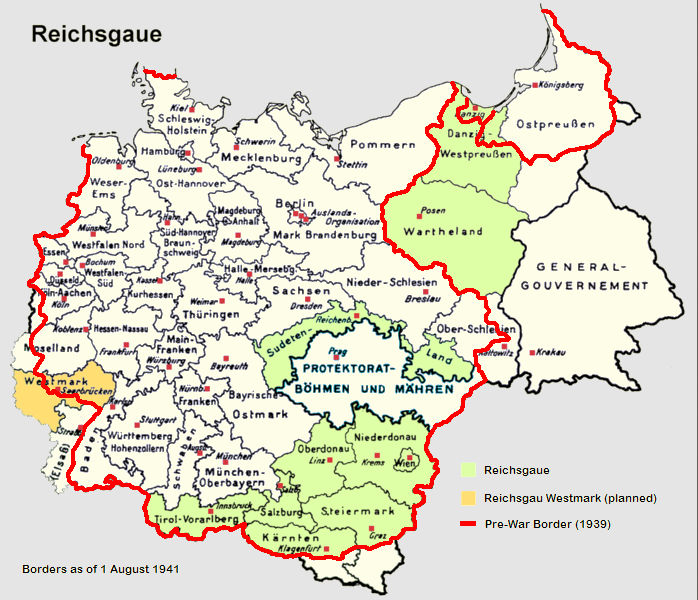
Mapa dos Reichsgaue em 1941

Depois de invadir a Polônia em 1939, a Alemanha anexou os territórios que teve que devolver para a Polônia reformada em 1919-1922 pelo Tratado de Versalhes, incluindo o "Corredor Polonês", a Prússia Ocidental, a província de Posnânia (Poznań), e partes do leste da Silésia. O Conselho da Cidade Livre de Danzigue votou para se tornar uma parte da Alemanha, apesar dos polacos e judeus serem privados de seus direitos de voto e todos os partidos políticos não-nazistas estarem também proibidos desta eleição. Partes da Polônia, que não faziam parte da Alemanha guilhermina também foram incorporadas ao Terceiro Reich.
Esses territórios tinham uma área de 94.000 km ² e uma população de 10.000.000 pessoas. O restante do território polaco foi anexado pela União Soviética (ver: Pacto Molotov-Ribbentrop) ou feita na zona alemã controlada pelo Governo Geral de ocupação .
Após o ataque alemão à União Soviética em junho de 1941, o distrito de Białystok, que incluía Białystok, Biała Podlaska, Grajewo, Łomża, Sokółka, Volkovysk, e Municípios de Grodno, foi "anexado para" (não incorporados) a Prússia Oriental.

### Alsácia-Lorena
Após a invasão da França em 1940, a Alemanha anexou a Alsácia-Lorena. O governo alemão nunca negociou ou declarou uma anexação formal, no entanto, a fim de preservar a possibilidade de um acordo com o Ocidente. [carece de fontes?]

### Luxemburgo
Luxemburgo foi invadido e ocupado pelas forças alemãs em junho de 1940. Foi formalmente anexado à Alemanha em agosto de 1942.

### Outros
- Eupen e Malmedy
- Partes da Iugoslávia
- Tirol do Sul

### Reconhecimento
Todas as áreas que foram incorporadas a Alemanha nazista entre 1937 e 8 de maio de 1945 foram de facto repudiados (Ialta, Potsdam), e, portanto, questões da divisão do pós-guerra da Alemanha nazista. Uma exceção foi o Território de Memel, constituído no final de março de 1939, foi reconhecido pelo Reino Unido e França, mas não pelos E.U.A..

## Mudanças territoriais após a II Guerra Mundial
Quando se tornou evidente que os Aliados estavam para derrotar a Alemanha nazista decisivamente, surgiu a questão de como redesenhar as fronteiras dos países do Leste Europeu após a guerra. No âmbito dessas decisões, surgiu o problema de o que fazer sobre as minorias étnicas dentro das fronteiras redesenhadas. As mudanças territoriais no final da Segunda Guerra Mundial eram parte de acordos negociados entre os Aliados vitoriosos para redesenhar as fronteiras nacionais e mandar para as "transferências população ordenadas" para remover as minorias étnicas que eram vistas como problemáticas.

### Ocupação Aliada

Mapa da Alemanha, em 1945, mostrando as áreas de ocupação e as áreas anexadas por outros países

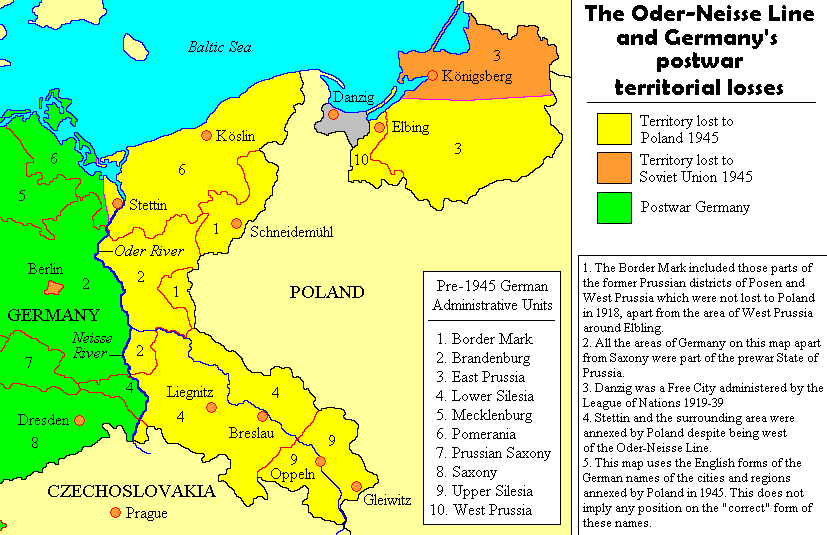
A linha Oder-Neisse

- 5 de julho de 1945

formação do Conselho de Controlo Aliado para organizar a ocupação da Alemanha. Partilhando o território em quatro zonas de ocupação americana, britânica, francesa e soviética. Berlim também é dividida dessa forma.
- 2 de agosto de 1945

final da Conferência de Potsdam. A Alemanha perdeu todos os territórios anexados após 1937. A Prússia Oriental foi dividida entre a Polónia e a União Soviética. A Polônia também recebe uma grande parte do território alemão, principalmente a leste da linha Oder-Neisse, reduzindo o tamanho da Alemanha por 25% em relação a 1937. Projetos de desmembramento completo da Alemanha são discutidos, mas não serão processados.
- 2 de dezembro de 1946

combinação das zonas americanas e britânicas formando a Bizona.
- 15 de dezembro de 1947

formação do Protetorado de Sarre.
- 6 de março de 1948

a zona francesa junta-se a Bizona para formar a Trizona.

## Guerra fria, divisão e reunificação
- 20 de março de 1948

representantes soviéticos deixam o Conselho de Controle Aliado, em retaliação por decisões tomadas na Conferência de Londres.
- 23 de maio de 1949

criação da República Federal da Alemanha ou Alemanha Ocidental, no território da Trizona. Berlim Ocidental não faz parte da RFA e permanece sob o controle dos Aliados até 1991, a capital do Estado é Bona.
- 7 de outubro de 1949

criação da República Democrática Alemã ou Alemanha Oriental, o território ocupado pela União Soviética.
- 6 de julho de 1950

Tratado de Zgorzelec: a Alemanha Oriental reconhece a linha Oder-Neisse como fronteira oriental do seu território.
- 1952

reorganização administrativa da Alemanha Oriental, a abolição dos Länder e federados com a sua substituição por 14 distritos.
- 1955

Proclamação da plena soberania da Alemanha Oriental, no seu território por parte da União Soviética. A autoridade da Alemanha Oriental em Berlim Oriental, nunca será reconhecida pelos Estados Unidos, França e Reino Unido.
- 23 de outubro de 1955

reincorporação de Sarre a Alemanha Ocidental após um referendo.
- 12 de setembro de 1990

Tratado Dois Mais Quatro entre as duas Alemanhas, os Estados Unidos, França, Reino Unido e União Soviética.
- 3 de outubro de 1990

Reunificação alemã. O ex-Länder da Alemanha Oriental abolido em 1952 é recriado.
- 14 de novembro de 1990

a RFA, por sua vez, reconhece sua fronteira com a Polónia.
- 15 de março de 1991

ratificação do Tratado de Moscou pela Alemanha. O país tornou-se soberano sobre todo o seu território e reitera o seu reconhecimento das fronteiras existentes.